# Yponomeutidae
Yponomeutidae là một họ bướm đêm, có hàng trăm loài, phần lớn sinh sống ở xứ nhiệt đới. Ấu trùng thường làm các mạng lưới tập thể và vài loài ấu trùng là loài gây hại cho nông nghiệp, ngư nghiệp. Vài loài có con bướm trưởng thành đẹp.

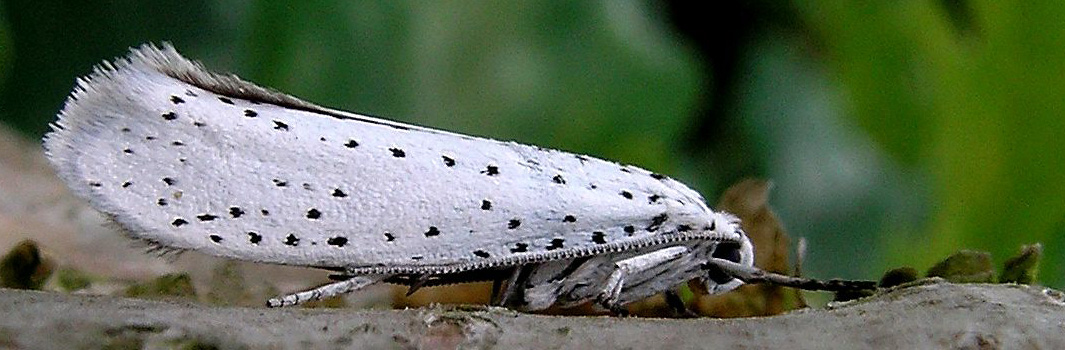

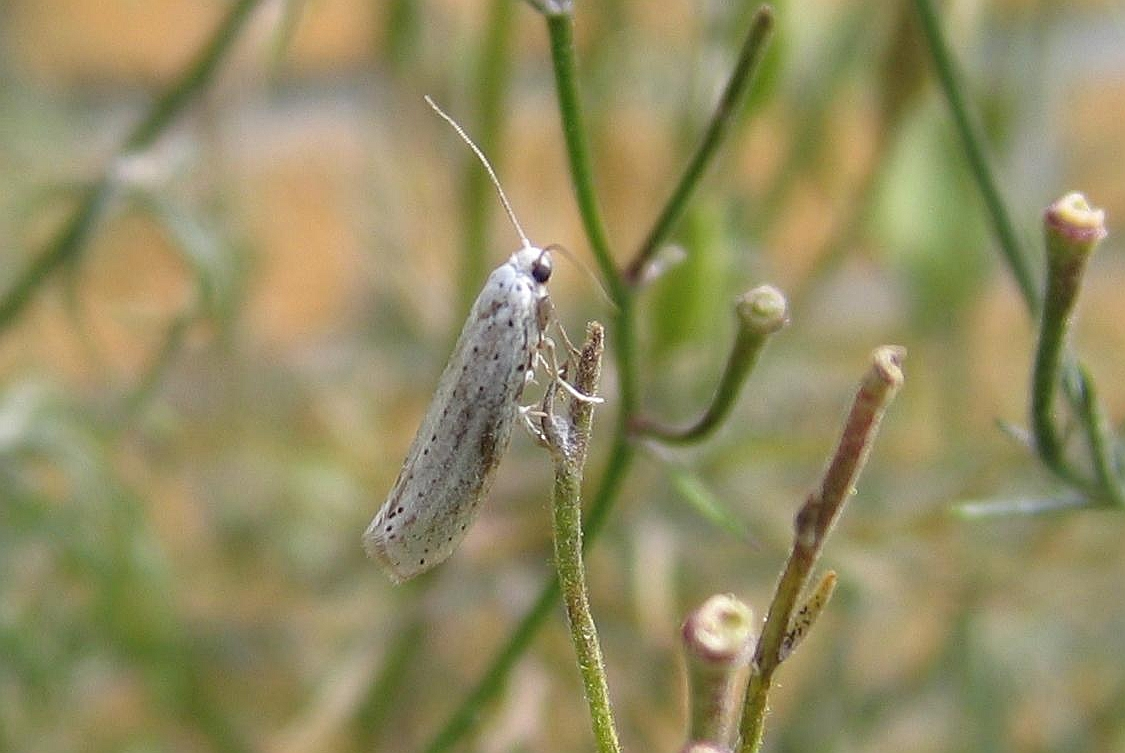
Yponomeuta evonymellus.

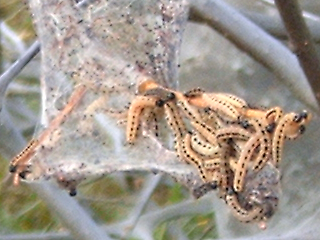
Ấu trùng loài Yponomeuta evonymellus

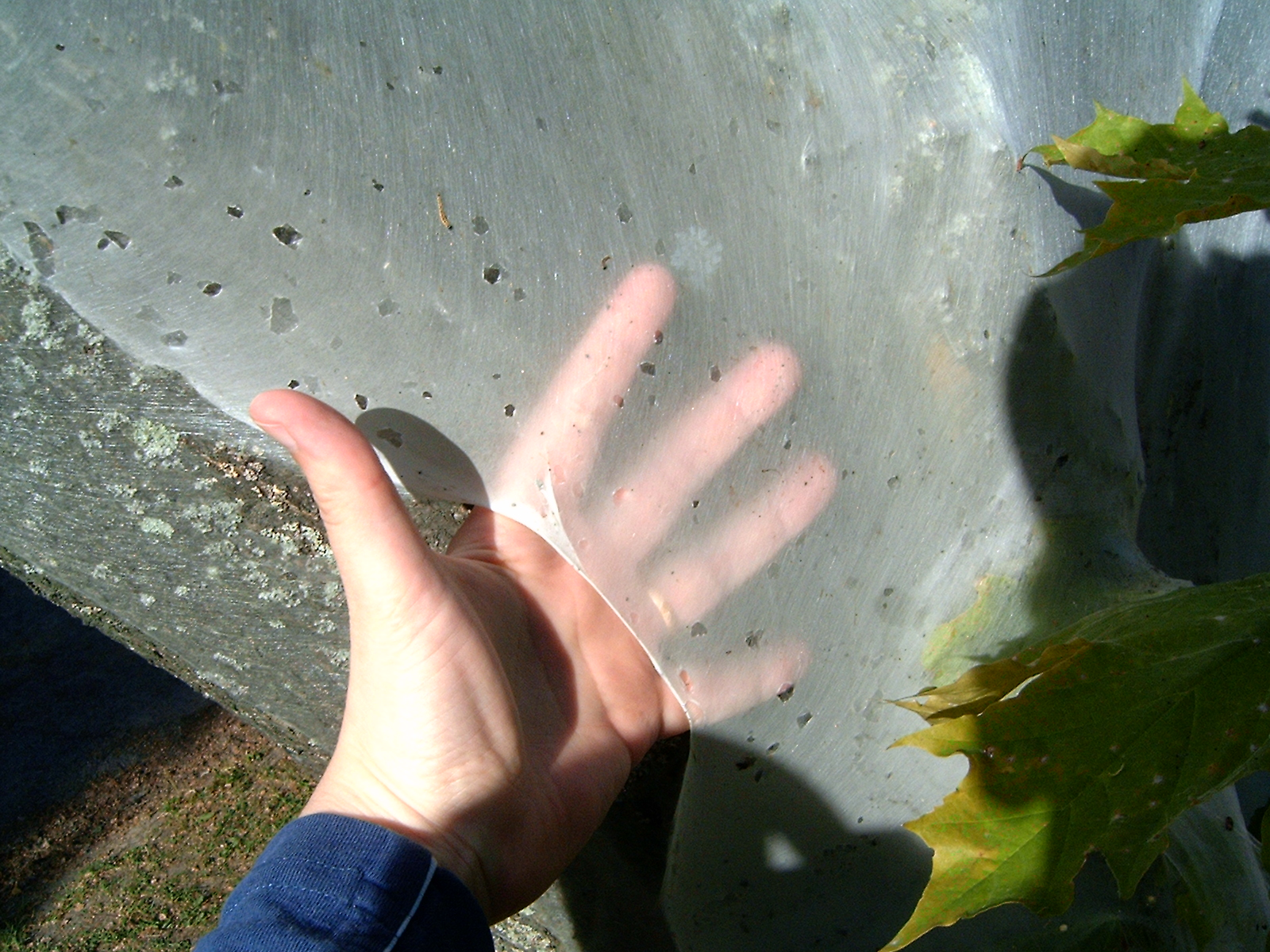
Mạng lưới của ấu trùng.

Các loài thành viên:
- Atteva aurea
- Yponomeuta cagnagellus.
- Yponomeuta evonymellus.
- Yponomeuta padellus.
- Yponomeuta plumbella.
- Yponomeuta malinellus

## Hình ảnh

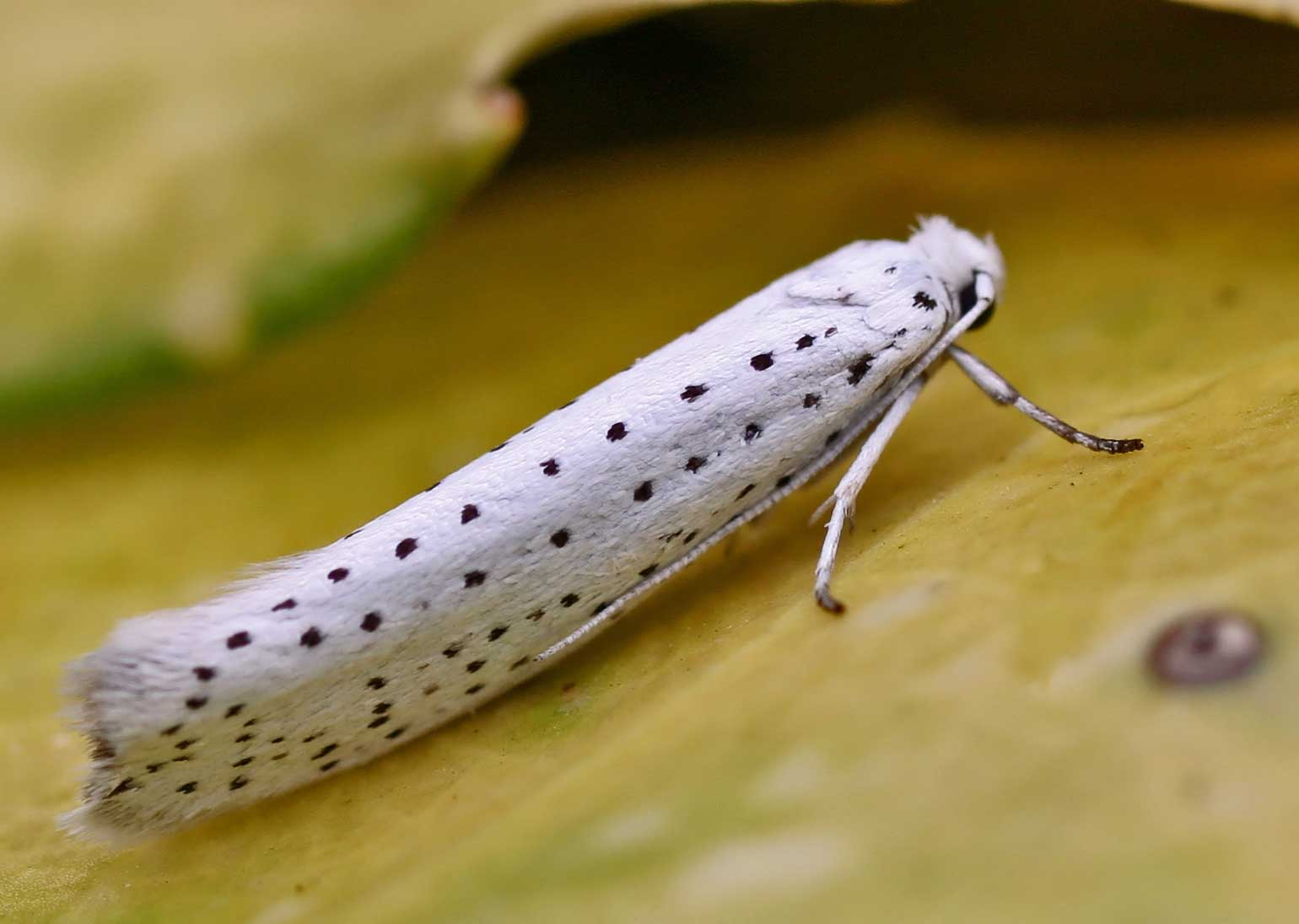
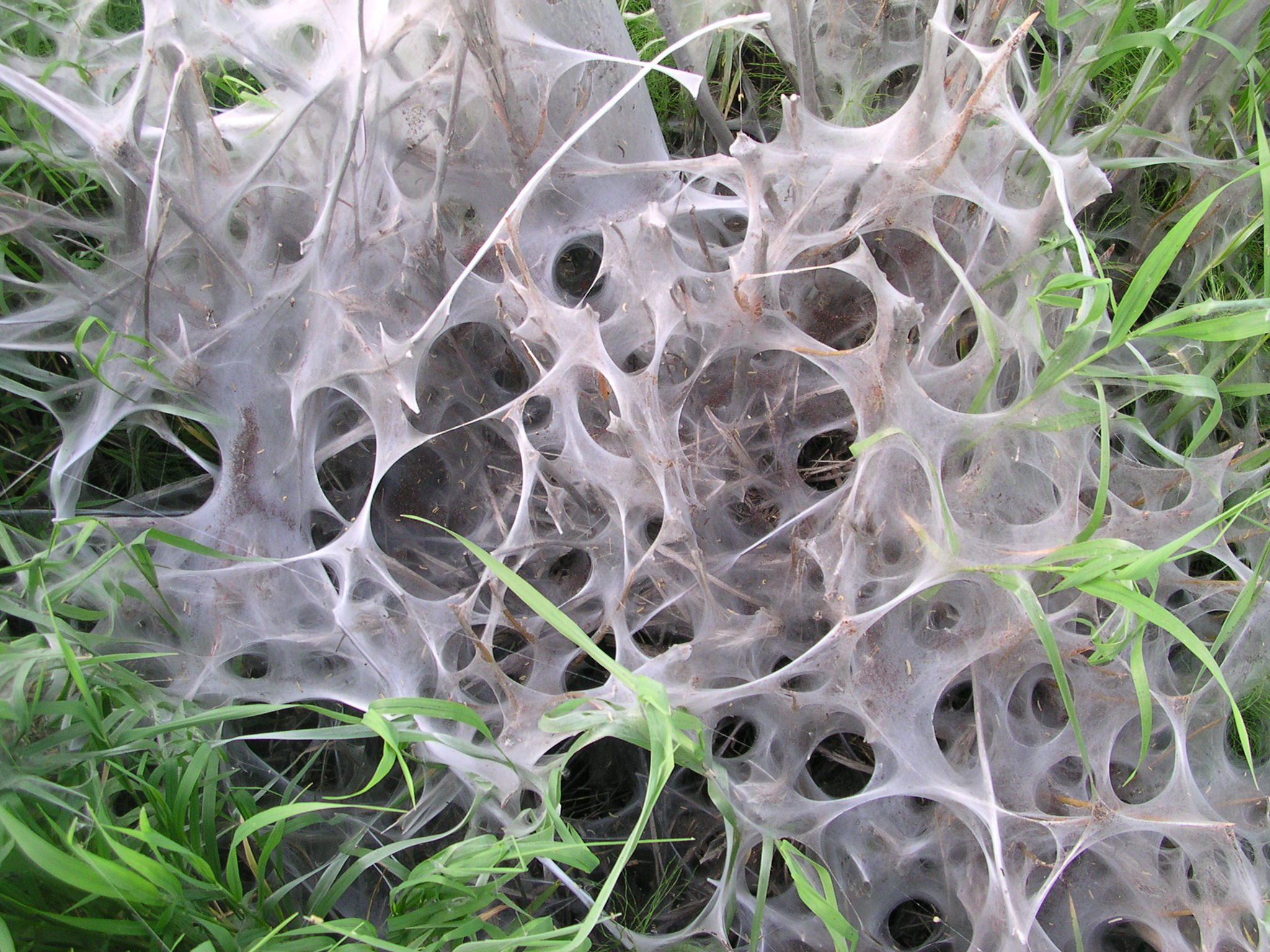
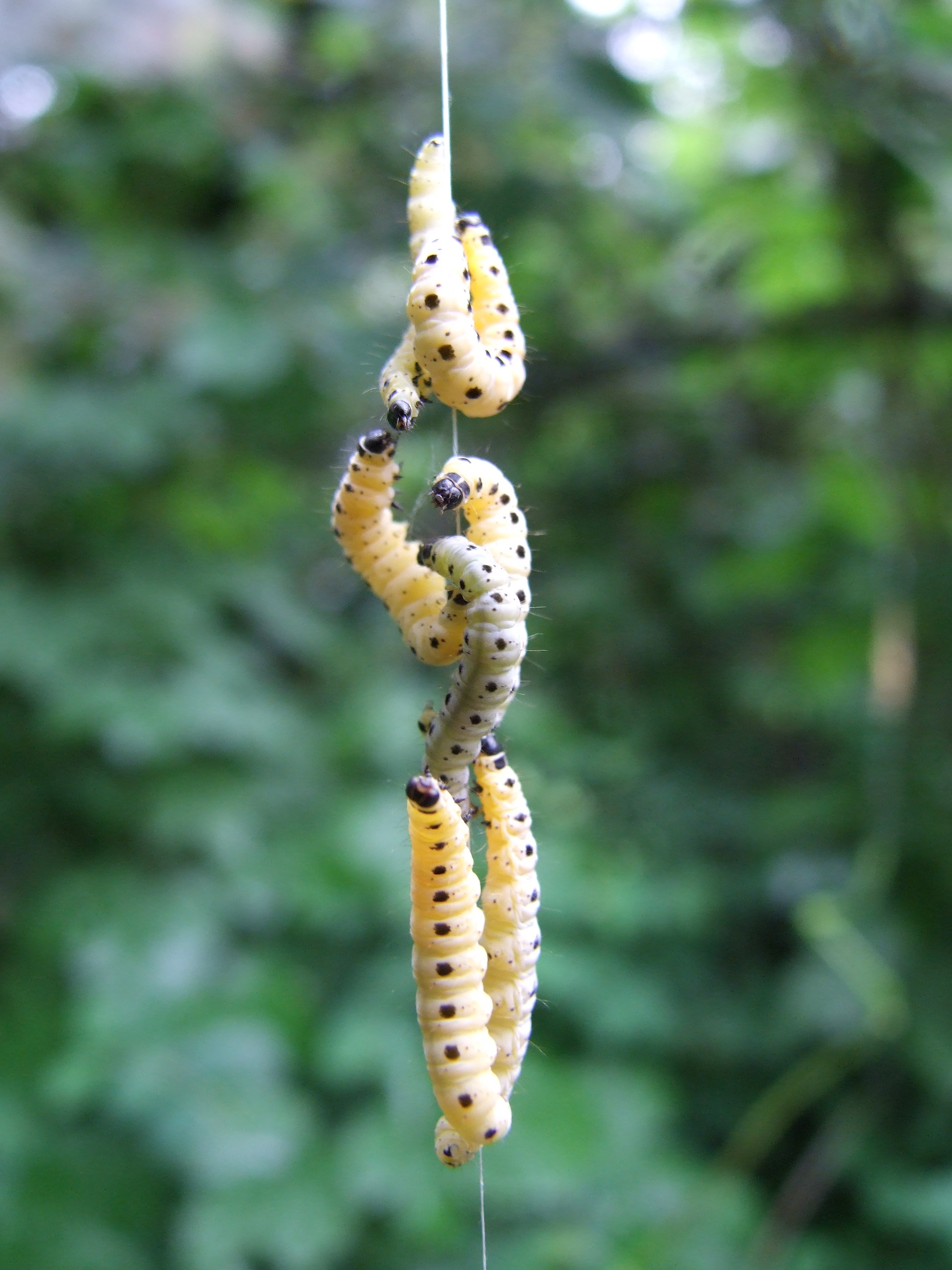